# بيت يونغ
بيت يونغ (بالإنجليزية: Pete Young)‏ هو لاعب كرة قاعدة أمريكي، ولد في 19 مارس 1968 في ميدفيل في الولايات المتحدة.

## وصلات خارجية
- بيت يونغ على موقعبيزبول رفرنس.كوم (الدوري الرئيسي) (الإنجليزية)
- بيت يونغ على موقعبيزبول رفرنس.كوم (الدوري الثانوي) (الإنجليزية)